# Saison 1 de Drag Race España
La première saison de Drag Race España est diffusée du 30 mai au 25 juillet 2021 sur Atresmedia Premium en Espagne et sur WOW Presents Plus à l'international.
La création d'une version espagnole de RuPaul's Drag Race est annoncée le 16 novembre 2020. Les juges principaux sont Supremme de Luxe, Ana Locking, Javier Ambrossi et Javier Calvo. Le casting est composé de dix candidates et est annoncé le 26 avril 2021 sur les réseaux sociaux,.
La gagnante de la saison reçoit un an d'approvisionnement de maquillage chez Krash Kosmetics et 30 000 euros.
La gagnante de la saison est Carmen Farala, avec Killer Queen et Sagittaria comme secondes.

## Candidates
(Les noms et âges donnés sont ceux annoncés au moment de la compétition.)
| Candidate                  | Âge | Résidence                                   | Classement |
| -------------------------- | --- | ------------------------------------------- | ---------- |
| Carmen Farala              | 31  | Séville, Andalousie                         | Gagnante   |
| Killer Queen               | 31  | Madrid, Communauté de Madrid                | Secondes   |
| Sagittaria                 | 22  | Barcelone, Catalogne                        | Secondes   |
| Pupi Poisson               | 38  | Madrid, Communauté de Madrid                | 4e place   |
| Dovima Nurmi               | 24  | Barcelone, Catalogne                        | 5e place   |
| Hugáceo Crujiente          | 35  | Valence, Communauté valencienne             | 6e place   |
| Arantxa Castilla-La Mancha | 23  | Badajoz, Estrémadure                        | 7e place   |
| Inti                       | 20  | La Paz, Département de La Paz (Bolivie)     | 8e place   |
| Drag Vulcano               | 30  | Las Palmas de Grande Canarie, Îles Canaries | 9e place   |
| The Macarena               | 29  | Cadix, Andalousie                           | 10e place  |

## Progression des candidates
|            |                            | Épisode | Épisode | Épisode | Épisode | Épisode | Épisode | Épisode | Épisode | Épisode  |
| 1          | 2                          | 3       | 4       | 5       | 6       | 7       | 8       | 9       |         |          |
| ---------- | -------------------------- | ------- | ------- | ------- | ------- | ------- | ------- | ------- | ------- | -------- |
| Candidates | Carmen Farala              | HIGH    | WIN     | SAFE    | LOW     | HIGH    | WIN     | WIN     | INVITÉE | GAGNANTE |
| Candidates | Killer Queen               | SAFE    | SAFE    | SAFE    | WIN     | BTM2    | HIGH    | BTM3    | INVITÉE | SECONDE  |
| Candidates | Sagittaria                 | HIGH    | SAFE    | WIN     | HIGH    | SAFE    | BTM2    | BTM3    | INVITÉE | SECONDE  |
| Candidates | Pupi Poisson               | LOW     | HIGH    | HIGH    | HIGH    | WIN     | LOW     | ELIM    | MISS S. | INVITÉE  |
| Candidates | Dovima Nurmi               | BTM2    | SAFE    | BTM1    | SAFE    | SAFE    | ELIM    |         | INVITÉE | INVITÉE  |
| Candidates | Hugáceo Crujiente          | WIN     | SAFE    | SAFE    | BTM2    | ELIM    |         |         | INVITÉE | INVITÉE  |
| Candidates | Arantxa Castilla-La Mancha | SAFE    | BTM2    | SAFE    | ELIM    |         |         |         | INVITÉE | INVITÉE  |
| Candidates | Inti                       | SAFE    | LOW     | QUIT    |         |         |         |         | INVITÉE | INVITÉE  |
| Candidates | Drag Vulcano               | SAFE    | ELIM    |         |         |         |         |         | INVITÉE | INVITÉE  |
| Candidates | The Macarena               | ELIM    |         |         |         |         |         |         | INVITÉE | INVITÉE  |

 La candidate a gagné Drag Race España.
 La candidate est arrivée seconde.
 La candidate a été élue Miss Sympathie.
 La candidate a gagné le maxi défi de la semaine.
 La candidate a reçu des critiques positives des juges et a été déclarée sauve.
 La candidate a été déclarée sauve.
 La candidate a reçu des critiques négatives des juges mais a été déclarée sauve.
 La candidate a été en danger d’élimination.
 La candidate a été éliminée.
 La candidate a abandonné la compétition.

## Lip-syncs
| Épisode | Candidate                                     | vs.                                           | Candidate                                     | Chanson                | Artiste        | Candidate éliminée         |
| ------- | --------------------------------------------- | --------------------------------------------- | --------------------------------------------- | ---------------------- | -------------- | -------------------------- |
| 1       | Dovima Nurmi                                  | vs.                                           | The Macarena                                  | Sobreviviré            | Mónica Naranjo | The Macarena               |
| 2       | Arantxa Castilla-La Mancha                    | vs.                                           | Drag Vulcano                                  | Veneno Pa' Tu Piel     | La Veneno      | Drag Vulcano               |
| 3       | Dovima Nurmi                                  | Dovima Nurmi                                  | Dovima Nurmi                                  | Mocatriz               | Ojete Calor    | Aucune                     |
| 4       | Arantxa Castilla-La Mancha                    | vs.                                           | Hugáceo Crujiente                             | Pussy                  | Bad Gyal       | Arantxa Castilla-La Mancha |
| 5       | Hugáceo Crujiente                             | vs.                                           | Killer Queen                                  | Espectacular           | Fangoria       | Hugáceo Crujiente          |
| 6       | Dovima Nurmi                                  | vs.                                           | Sagittaria                                    | Aute Cuture            | Rosalía        | Dovima Nurmi               |
| 7       | Killer Queen vs. Pupi Poisson vs. Sagittaria  | Killer Queen vs. Pupi Poisson vs. Sagittaria  | Killer Queen vs. Pupi Poisson vs. Sagittaria  | Cuando Tú Vas          | Chenoa         | Pupi Poisson               |
| Épisode | Candidates                                    | Candidates                                    | Candidates                                    | Chanson                | Artiste        | Gagnante                   |
| 9       | Carmen Farala vs. Killer Queen vs. Sagittaria | Carmen Farala vs. Killer Queen vs. Sagittaria | Carmen Farala vs. Killer Queen vs. Sagittaria | La Gata Bajo la Lluvia | Rocio Dúrcal   | Carmen Farala              |

 La candidate a été éliminée après sa première fois en danger d’élimination.
 La candidate a été éliminée après sa deuxième fois en danger d’élimination.
 La candidate a été éliminée après sa troisième fois en danger d’élimination.
 La candidate a remporté le lip-sync et la saison.

## Juges invités
Cités par ordre d'apparition :
- Jon Kortajarena, mannequin espagnol ;
- Paca La Piraña, actrice espagnole ;
- Carlos Aceres, acteur et chanteur espagnol ;
- Bad Gyal, chanteuse espagnole ;
- Alaska, chanteuse hispano-mexicaine ;
- Susi Caramelo, animatrice de télévision espagnole ;
- Envy Peru, drag queen néerlando-péruvienne.

### Invités spéciaux
Certains invités apparaissent dans les épisodes, mais ne font pas partie du panel de jurés.
Épisode 4
- Kika Lorace, drag queen espagnole ;
- Samantha Hudson, drag queen espagnole.

Épisode 6
- Brays Efe, acteur espagnol.

Épisode 8
- Alexis Mateo, drag queen portoricaine (par visioconférence).

Épisode 9
- Carmelo Segura, chorégraphe espagnol ;
- Valentina, drag queen américaine (par visioconférence).

## Épisodes
| GROUPE    | LAS CINCO Y CUATRO         | LAS CINCO Y CUATRO | LAS CINCO Y CUATRO | LAS CINCO Y CUATRO | LAS CINCO Y CUATRO | LAS METAL DONNAS | LAS METAL DONNAS  | LAS METAL DONNAS | LAS METAL DONNAS |
| --------- | -------------------------- | ------------------ | ------------------ | ------------------ | ------------------ | ---------------- | ----------------- | ---------------- | ---------------- |
| CANDIDATE | Arantxa Castilla-La Mancha | Dovima Nurmi       | Drag Vulcano       | Inti               | Pupi Poisson       | Carmen Farala    | Hugáceo Crujiente | Killer Queen     | Sagittaria       |

| CANDIDATE  | Arantxa Castilla-La Mancha | Carmen Farala  | Dovima Nurmi               | Hugáceo Crujiente | Killer Queen      | Pupi Poisson | Sagittaria      |
| PERSONNAGE | Belén Esteban              | Dakota Tárraga | Cayetana Fitz-James Stuart | La Joconde        | Isabel Díaz Ayuso | Karina       | Encarnito Rojas |

| CANDIDATE   | Carmen Farala               | Dovima Nurmi                      | Hugáceo Crujiente                  | Killer Queen                                                | Pupi Poisson                | Sagittaria                             |
| ŒUVRE D'ART | Les Ménines Diego Vélasquez | Galatea des sphères Salvador Dalí | Miguel de Cervantes Ricardo Cavolo | La Persistance de la mémoire La Girafe en feu Salvador Dalí | Les Ménines Diego Vélasquez | Femme à la tête de roses Salvador Dalí |

| CANDIDATE                              | CARMEN FARALA | KILLER QUEEN | SAGITTARIA |
| -------------------------------------- | ------------- | ------------ | ---------- |
| NOMBRE DE VICTOIRES                    | 3             | 1            | 1          |
| ÉPISODE(S)                             | 2, 6, 7       | 4            | 3          |
| NOMBRE DE FOIS EN DANGER D'ÉLIMINATION | 0             | 2            | 2          |
| ÉPISODE(S)                             | —             | 5, 7         | 6, 7       |